# Genoni
Pour les articles homonymes, voir Leonardo Genoni et Rosa Genoni.
Genoni est une commune italienne de la province du Sud-Sardaigne dans la région Sardaigne en Italie.

## Administration
| Période                                  | Période | Identité | Étiquette | Qualité |
| ---------------------------------------- | ------- | -------- | --------- | ------- |
|                                          |         |          |           |         |
| Les données manquantes sont à compléter. |         |          |           |         |

### Communes limitrophes
Albagiara, Assolo, Genuri, Gesturi, Gonnosnò, Laconi, Nuragus, Nureci, Setzu, Sini

### Évolution démographique
Habitants recensés